# Dyckia retardata
Dyckia retardata är en gräsväxtart som beskrevs av S.Winkl. Dyckia retardata ingår i släktet Dyckia och familjen Bromeliaceae. Inga underarter finns listade i Catalogue of Life.